# NGC 3415
NGC 3415 је лентикуларна галаксија у сазвежђу Велики медвед која се налази на NGC листи објеката дубоког неба.
Деклинација објекта је + 43° 42' 46" а ректасцензија 10h 51m 42,4s. Привидна величина (магнитуда) објекта NGC 3415 износи 12,4 а фотографска магнитуда 13,3. NGC 3415 је још познат и под ознакама UGC 5969, MCG 7-22-72, CGCG 212-62, CGCG 213-1, IRAS 10488+4358, PGC 32579.